# Districts du canton de Vaud

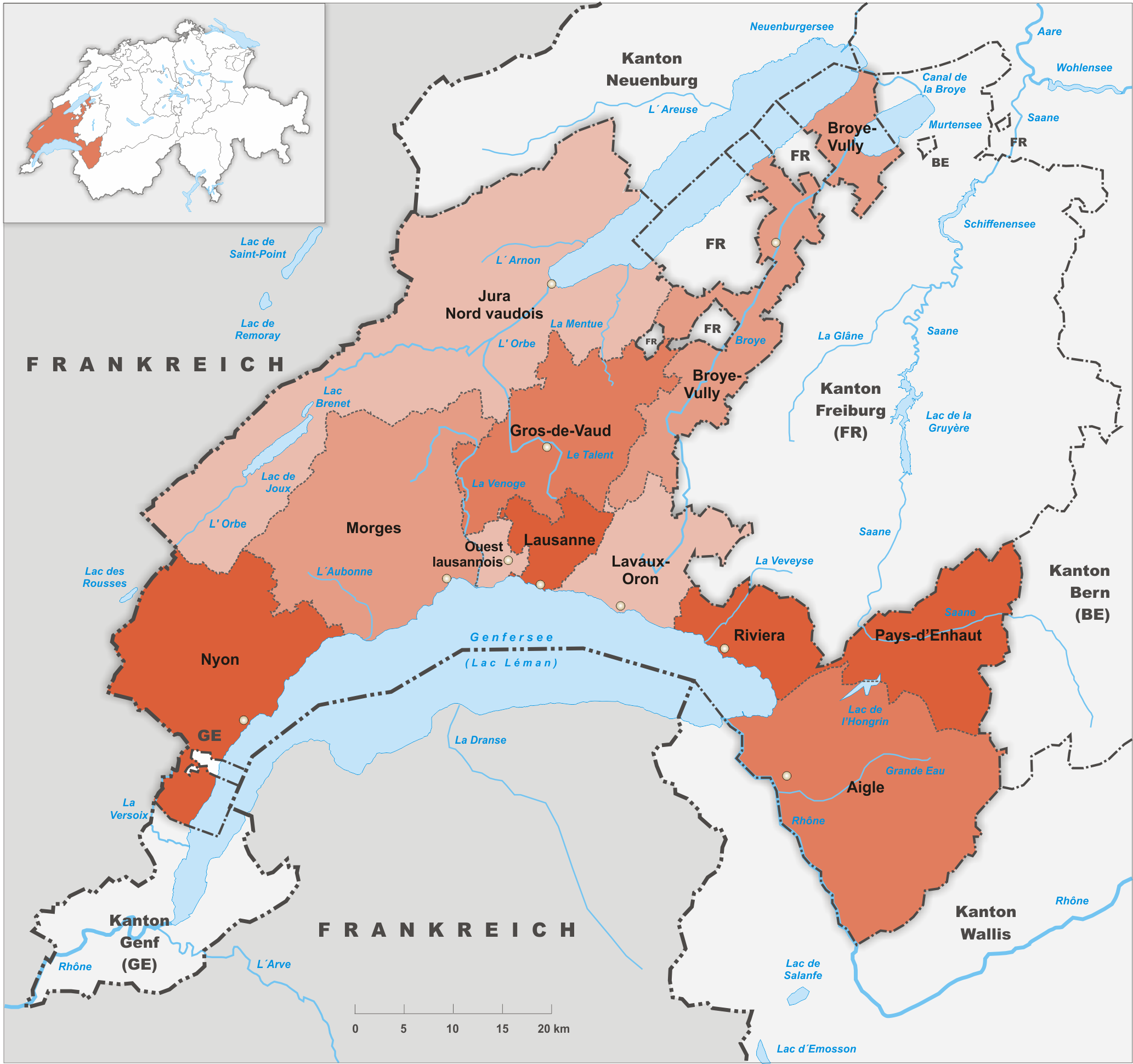
Carte du canton de Vaud présentant sa division en districts.

Les districts du canton de Vaud sont les subdivisions territoriales du canton de Vaud. Ils sont au nombre de 10 depuis 2008.

## Rôle
Les districts sont les entités administratives et judiciaires où sont effectuées les tâches décentralisées de l'État. Ils servent également d'arrondissement électoraux pour les élections du Grand Conseil. Les préfets, nommés par le Conseil d'État, représentent le pouvoir exécutif cantonal dans les districts. Ils sont au nombre de 14 : deux dans les districts de Lausanne, du Jura-Nord vaudois, de Nyon et de la Riviera-Pays-d'Enhaut et un dans les six autres districts.

## Liste des districts
Depuis 2008, le canton de Vaud compte 10 districts. Tous ont le français pour langue officielle.
| Nom                   | Chef-lieu         | N° OFS | Communes | Population (décembre 2022) | Superficie (km2) | Densité (hab./km2) |
| --------------------- | ----------------- | ------ | -------- | -------------------------- | ---------------- | ------------------ |
| Aigle                 | Aigle             | B2221  | +15,     | +047 785,                  | +0434,85         | 110                |
| Broye-Vully           | Payerne           | B2222  | +31,     | +045 867,                  | +0265,02         | 173                |
| Gros-de-Vaud          | Échallens         | B2223  | +36,     | +047 115,                  | +0230,79         | 204                |
| Jura-Nord vaudois     | Yverdon-les-Bains | B2224  | +73,     | +094 477,                  | +0702,52         | 134                |
| Lausanne              | Lausanne          | B2225  | +06,     | +170 304,                  | +0065,14         | 2614               |
| Lavaux-Oron           | Bourg-en-Lavaux   | B2226  | +16,     | +064 447,                  | +0134,57         | 479                |
| Morges                | Morges            | B2227  | +56,     | +087 208,                  | +0373,01         | 234                |
| Nyon                  | Nyon              | B2228  | +47,     | +105 359,                  | +0307,3          | 343                |
| Ouest lausannois      | Renens            | B2229  | +08,     | +080 809,                  | +0026,34         | 3068               |
| Riviera-Pays-d'Enhaut | Vevey             | B2230  | +12,     | +087 060,                  | +0282,9          | 308                |
| Total                 | Total             | Total  | +300,    | +830 431,                  | +3 212,03        | 259                |

Le canton s'étend également sur une partie des lacs de Joux (8,77 km2), de Morat (8,35 km2), de Neuchâtel (74,14 km2) et Léman (298,10 km2) qui n'appartient à aucun district (ou aucune commune) ; le total de superficie mentionné dans le tableau la prend en compte.

## Histoire

### Création et évolution des districts

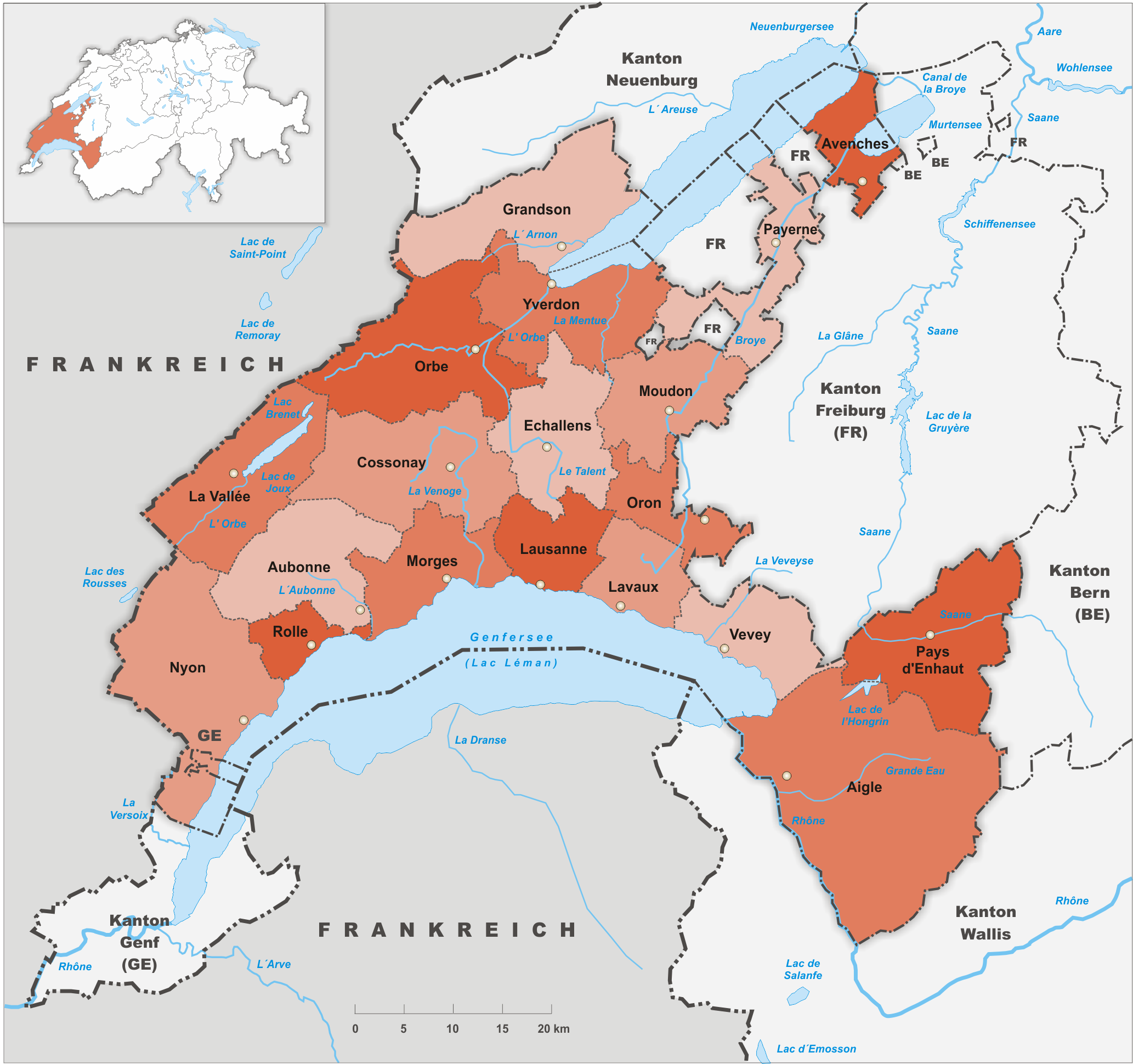
Carte des districts vaudois de 1803 à 2007.

Le 17 juin 1798, lors de la République helvétique, on détermina les circonscriptions des dix-sept districts du canton du Léman. En 1803, alors que Napoléon Bonaparte impose une nouvelle constitution à la Suisse, on définit 19 districts pour le canton de Vaud. Ceux-ci sont déterminés en tenant compte d'une situation de fait et de considérations pratiques. Il est par exemple demandé que « la distance entre la commune et le chef-lieu du district doit être telle que tout citoyen doit pouvoir faire le voyage aller et retour à pied en un jour ».
En 2003, la nouvelle constitution du canton de Vaud prévoit la réduction du nombre des districts dans une fourchette de 8 à 12. La nouvelle loi sur le découpage territorial entre en vigueur le 1er septembre 2005 et sert de base aux élections cantonales d'avril 2007. 
Le découpage proposé par le Conseil d'État comprend 10 districts, contenant chacun une préfecture. La région de Lausanne est séparée en 3 districts. En parallèle au nouveau découpage, 17 préfets sont répartis entre un (pour les districts d’Aigle, de Lavaux-Oron, de la Broye-Vully, du Gros-de-Vaud, et de l’Ouest lausannois), deux (dans les districts de Nyon, de Morges et de la Riviera-Pays-d’Enhaut) ou trois (dans les districts de Lausanne et du Jura-Nord vaudois) par préfecture.
Cette réduction du nombre de districts avait pour objectif l'abaissement du nombre de députés de 180 à 150 et une taille minimale de 42 500 habitants par district. 
La nouvelle loi vaudoise sur le découpage territorial entre en vigueur le 1er septembre 2006 et la modification des districts a lieu le 1er janvier 2008.

### Liste des anciens districts
Avant 2008, les districts vaudois étaient les suivants :
| Nom           | Chef-lieu         | Communes | Population (2005) | Superficie (km2) | Densité (hab./km2) |
| ------------- | ----------------- | -------- | ----------------- | ---------------- | ------------------ |
| Aigle         | Aigle             | +15,     | +036 217,         | +434,85          | +0083,29           |
| Aubonne       | Aubonne           | +17,     | +011 882,         | +153,25          | +0077,53           |
| Avenches      | Avenches          | +11,     | +006 601,         | +059,91          | +0110,18           |
| Cossonay      | Cossonay          | +32,     | +021 720,         | +198,21          | +0109,58           |
| Échallens     | Échallens         | +29,     | +021 763,         | +135,86          | +0160,19           |
| Grandson      | Grandson          | +20,     | +012 658,         | +176,02          | +0071,91           |
| Lausanne      | Lausanne          | +12,     | +194 012,         | +084,75          | +2 289,23          |
| Lavaux        | Cully             | +12,     | +023 842,         | +078,86          | +0302,33           |
| Morges        | Morges            | +34,     | +070 823,         | +108,15          | +0654,86           |
| Moudon        | Moudon            | +32,     | +012 475,         | +119,61          | +0104,3            |
| Nyon          | Nyon              | +32,     | +064 612,         | +232,02          | +0278,48           |
| Orbe          | Orbe              | +25,     | +019 979,         | +209,81          | +0095,22           |
| Oron          | Oron-la-Ville     | +22,     | +010 767,         | +076,03          | +0141,62           |
| Payerne       | Payerne           | +18,     | +014 719,         | +107,74          | +0136,62           |
| Pays-d'Enhaut | Château-d'Œx      | +03,     | +004 493,         | +185,66          | +0024,2            |
| Rolle         | Rolle             | +13,     | +012 288,         | +044,16          | +0278,26           |
| La Vallée     | Le Sentier        | +03,     | +006 171,         | +163,68          | +0037,7            |
| Vevey         | Vevey             | +10,     | +069 854,         | +097,22          | +0718,51           |
| Yverdon       | Yverdon-les-Bains | +38,     | +035 915,         | +156,68          | +0229,23           |
| Total         |                   | 378      | 650 791           | 2 822            | 230,57             |